# 路易三世 (巴伐利亞)
路易三世（德語：LUDWIG von Niederbayern；1269年10月9日—1296年10月9日），維特爾斯巴赫家族成員，下巴伐利亞公爵（1290年—1296年在位）。巴伐利亞公爵亨利十三世與匈牙利國王貝拉四世和其妻子瑪麗亞·拉斯卡里娜的女兒匈牙利的伊麗莎白所生的次子，下巴伐利亞公爵奧托三世的弟弟及斯特凡一世的兄長。

## 生平
路易三世從1290年到1296年與他的兄弟奧托三世和斯特凡一世一起統治下巴伐利亞。1293年5月30日，三兄弟於多瑙河畔菲爾斯霍芬締結了一項協議，根據協議，路易三世和斯特凡一世在父親於1290年去世後，才於1294年夏天成為下巴伐利亞公爵與兄長奥托三世共同統治。該協議亦規範三位統治者未來的共存。其中包括對宮庭管理的嚴格限制，其中除其他外，三兄弟中的每個兄弟只能擁有十二匹馬作為供馬車使用。但是路易三世增加稅收，以使其宮廷支出更高。路易三世於1296年在蘭茨胡特去世，被葬於塞里根塔爾修道院。路易三世與洛林公爵腓特烈三世的女兒伊莎貝爾結婚，二人卻沒有子女；路易三世的繼承權歸他的兄弟們所有。